# Лещук Ольга Петрівна
Ольга Петрівна Лещук (н. 10 вересня 1992, с. Хорлупи Ківерцівського району Волинської області) — чемпіонка світу з кіокушинкайкан карате (2014).
Карате займається з 2002 року. Член збірної команди України. Неодноразово здобувала перемоги на чемпіонатах України, на міжнародних турнірах у Японії, Росії, Угорщині.
Навчається в магістратурі Східноєвропейського національного університету.

## Спортивні досягнення
Чемпіонат світу
6-7.09.2014 р., м. Дурбан, ПАР, четвертий Чемпіонат світу (IKO Matsushima) — 1 місце (-62,5 кг.)
2012 р. — Чемпіонат світу, м. Ісесаки (Японія) — 3 місце (куміте)
Чемпіонка України
2008 р. — Чемпіонат України, м. Луцьк — 1 місце (куміте)
2009 р. — Чемпіонат України, м. Луцьк — 1 місце (куміте)
2006 р. — Першість України, м. Луцьк — 1 місце (куміте)

## Джерело
- Сайт [Архівовано 20 січня 2015 у Wayback Machine.]